# Emmanuel Quiring

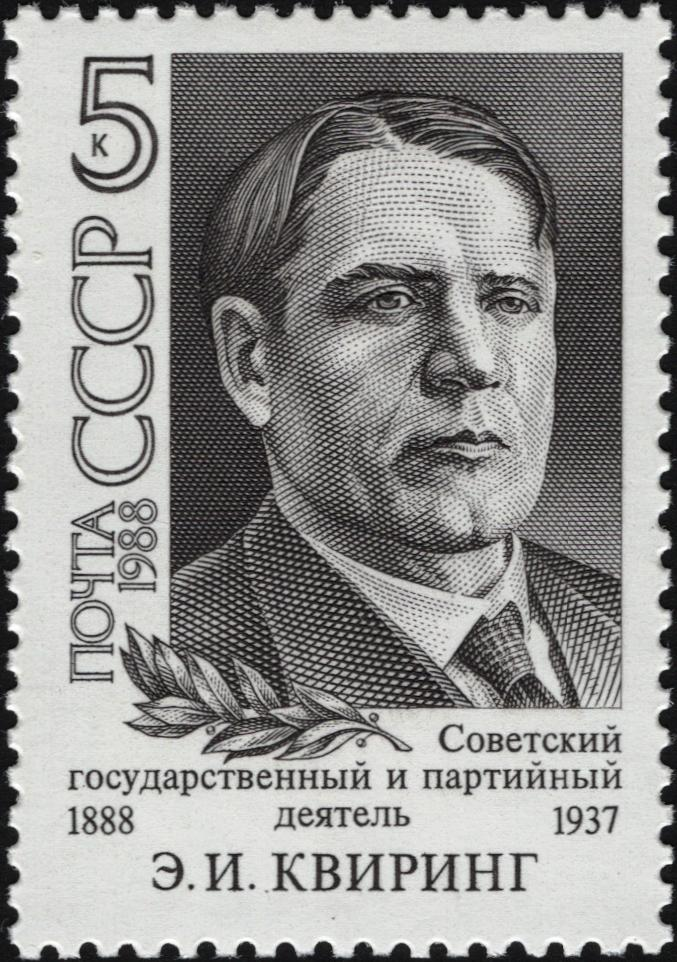
Emmanuel Quiring, sowjetische Briefmarke, 1988

Emmanuel Quiring (russisch Эммануи́л Ио́нович Кви́ринг, translit.: Emmanuil Ionowitsch Kwiring; * 1. Septemberjul. / 13. September 1888greg. in Fresental (heute: Nowolipowka), Gouvernement Samara, Russisches Kaiserreich; † 25. November 1937 in Moskau) war ein sowjetischer Politiker deutscher Herkunft. Von Oktober 1918 bis März 1919, und von April 1923 bis März 1925 war er Vorsitzender der Kommunistischen Partei der Ukraine. Er wurde vom NKWD hingerichtet.

## Leben
Er entstammte einer russlanddeutschen Familie aus der Kolonie Fresental (russisch Фрезенталь, auch Frösental, oder Neu-Schäfer) am Großen Karaman, im damaligen russischen Gouvernement Samara. Dieser etwa 80 km östlich von Saratow auf der linken Seite der Wolga gelegene Ort war 1849 von ursprünglich aus Westpreußen stammenden mennonitischen Siedlern gegründet worden. Die Mehrzahl der Bewohner hatte jedoch schon um 1862 die Konfession gewechselt, als im Dorf eine lutherische Kirchengemeinde entstand. Emmanuel Quiring wurde dort 1888 geboren und besuchte die fünfklassige Dorfschule. Im Jahr 1906 ging er nach Saratow und fand dort eine Anstellung in einer Apotheke. Dort begann er sich auch in der Gewerkschaftsbewegung zu engagieren. 1911 trat er in die Sozialdemokratische Arbeiterpartei Russlands ein. 1912 ging er nach Sankt Petersburg und besuchte dort einen kaufmännischen Fachlehrgang. Im gleichen Jahr schloss er sich der Fraktion der Bolschewiken an. Er wurde Mitarbeiter der damals neu gegründeten Zeitung Prawda und in den Jahren 1913 und 1914 war er Generalsekretär der Fraktion der Bolschewiki in der Duma. Auf Grund seiner politischen Tätigkeit wurde er 1914 wiederholt verhaftet und schließlich aus Sankt Petersburg verwiesen. Er ging deshalb nach Jekaterinoslaw, dem heutigen Dnipro in der Ukraine.

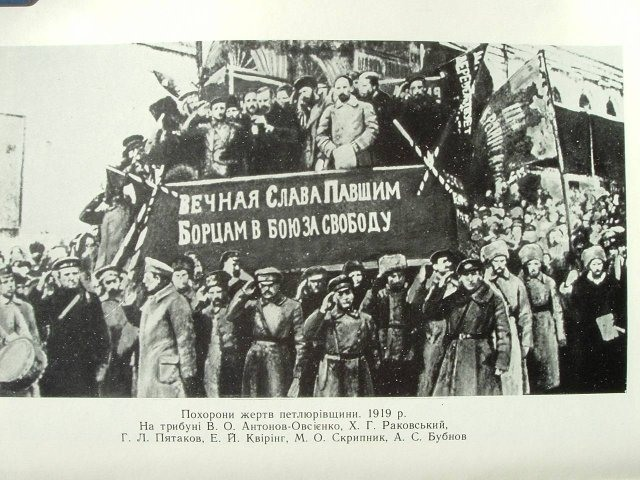
Begräbnis von Opfern der Herrschaft Petljuras, 1919. Auf der Tribüne (v. r. n. l.) Antonow-Owsejenko, Rakowski, Pjatakow, Quiring, N. A. Skripnik, Bubnow

 Im Revolutionsjahr 1917 nahm er aktiv an den Ereignissen teil. In den Jahren 1917 und 1918 war er Vorsitzender des Komitees der bolschewistischen Fraktion der SDAPR in Jekaterinoslaw, Vorsitzender des lokalen Militärischen Revolutionskomitees (MilRevKom) und schließlich Vorsitzender des Jekaterinoslawer Sowjets. In den Jahren 1918 und 1919 war er Sekretär der Kommunistischen Partei der Ukraine und Mitglied der in Kursk residierenden Provisorischen Arbeiter- und Bauernregierung der Ukraine unter Georgi Pjatakow. Er war an den Kämpfen gegen die Truppen der bürgerlichen Regierung der Ukrainischen Volksrepublik, gegen ukrainische Nationalisten unter Hetman Pawlo Skoropadskyj, sowie gegen die Weiße Armee Denikins beteiligt. Von Januar bis Juli 1919 war er Mitglied des Rats für Volkswirtschaft der von den Bolschewisten in Charkow ausgerufenen Ukrainische Sozialistische Sowjetrepublik. Gleichzeitig marschierten im Zuge des Polnisch-Sowjetischen Krieges im Westen der Ukraine polnische Truppen ein. Von Oktober bis November 1920 war Quiring Mitglied des Revolutionären Komitees (RevKom) im Gouvernement Tschernigow. Von November 1920 war er Mitglied der sowjetischen Delegation zu den Verhandlungen mit Polen, die im März 1921 im Frieden von Riga endeten, in dem die West-Ukrainische Volksrepublik mit Lemberg an Polen abgetreten wurde. In den Jahren 1920 bis 1922 war er zudem Sekretär des regionalen Parteikomitees in Donezk.
Nach dem Ende des Bürgerkriegs, den die Bolschewisten für sich entscheiden konnten, konzentrierte sich Quiring auf die Wirtschaft und den Aufbau von Staat und Partei. Am 8. Mai 1923 wurde er als Nachfolger von Dmitri Manuilski Sekretär der Kommunistischen Partei der Ukraine und damit Parteichef. Im Dezember 1925 wurde er in diesem Posten von Lasar Kaganowitsch ersetzt. Stalin wollte nun eine „Ukrainisierung“ der Politik, in der die ukrainische Sprache und Kultur und lokale Kader gefördert wurden. Der in Kiew geborene Kaganowitsch war dafür besser geeignet, als der Wolgadeutsche Quiring. Dieser blieb jedoch im Zentralkomitee und bis 1927 zweiter Sekretär. Als Wirtschaftsexperte wurde er zudem in das Gosplan für die gesamte Sowjetunion berufen. 1931 wurde er Stellvertretender Volkskommissar der UdSSR für Eisenbahnen und von 1932 bis 1934 Stellvertretender Vorsitzender des Rohstoff-Fonds im Arbeits- und Verteidigungsrat unter dem Rat der Volkskommissare der UdSSR (СТО СССР). Von 1932 bis 1937 war er zudem Direktor des wirtschaftlichen Instituts der Kommunistischen Akademie in Moskau. Dort konnte er auch eine akademische Ausbildung nachholen und promovierte 1934 zum Doktor der Wirtschaftswissenschaften.
Anfang 1937 wurden im Zuge der stalinschen Säuberungen immer mehr Mitglieder der kommunistischen Elite und Revolutionäre der ersten Stunde verhaftet und angeklagt. Dies steigerte sich zum Großen Terror. Am 16. Oktober 1937 wurde Quiring in Moskau verhaftet. Am 25. November 1937 wurde er vom Militär-Kollegium des Obersten Gerichts der UdSSR in einem Schnellverfahren zum Tode verurteilt und noch am selben Tag erschossen.
Im Zuge der Entstalinisierung unter Nikita Chruschtschow wurde Emmanuel Quiring posthum am 14. März 1956 durch eine Entscheidung des Obersten Gerichts der UdSSR rehabilitiert. Am 27. März 1956 wurde vom ZK der KPdSU auch sein Parteiausschluss rückgängig gemacht.
Quiring hatte einen Bruder, Erich Ionowitsch Quiring, der ebenfalls seit 1912 Bolschewist und in den Jahren 1920 bis 1921 Vorsitzender der Tscheka in Dagestan war. Danach verliert sich dessen Spur.